# Fiat BR.20 Cicogna
Le Fiat BR.20, surnommé Cicogna (cigogne) par les pilotes italiens, était un bombardier italien bimoteur, conçu au début des années 1930 par le constructeur italien Fiat Aviazione et largement utilisé pendant la Seconde Guerre mondiale par les armées de l’air italiennes et japonaises. Il fut considéré comme l'un des meilleurs au monde dans sa catégorie à cette époque.

## Conception
Conçu au début des années 1930 par Celestino Rosatelli, ce fut le premier bombardier italien construit intégralement en métal. Il fut mis en service en 1936 et connu son premier engagement opérationnel en 1937 lors de la guerre d'Espagne où il constitua la force principale des Nationalistes espagnols avec le bombardier allemand Heinkel He 111. Il sera également choisi par l'armée japonaise au début de la Guerre sino-japonaise (1937-1945).
Le Fiat BR.20 représenta le bombardier moyen type italien lors de la Seconde Guerre mondiale, il resta en production durant sept ans et plus de 600 exemplaires furent produits, chiffre conséquent pour l'industrie aéronautique italienne de l'époque.
Lors de l'entrée en guerre de l'Italie en 1940, le Fiat BR.20 commençait à accuser le poids des années et dut faire face à de redoutables concurrents plus modernes. À partir de 1942, la Regia Aeronautica ne l'utilisa plus que pour faire de la reconnaissance maritime et servir d'avion d'entrainement pour les nouveaux équipages.

## Engagements
Lorsqu'à la fin de l'année 1936, le 13e Stormo Bombardamento Terrestre, basé à Lonate Pozzolo, a reçu les premiers Fiat BR.20 Cigogna, il devint l'unité de bombardement la plus moderne au monde.
Peu de temps après son entrée en service dans la Regia Aeronautica, l'avion est devenu l'élément central de la propagande fasciste vantant le génie italien.
Le rôle principal des Fiat BR.20 était le bombardement à moyenne distance. Il disposait de nombreuses caractéristiques très en avance sur leur temps. Avec une vitesse maximale de plus de 400 km/h et une vitesse de croisière élevée de 320 km/h, il était aussi rapide que les avions à grande vitesse comme le Tupolev SB, un bombardier léger à grande vitesse de 1934. Son rayon d'action et la charge utile étaient parmi les meilleurs.

### Entre-deux-guerres
- Guerre d'Espagne

Le régime fasciste Italien a déployé 16 appareils Fiat BR.20 en Espagne à partir de juin 1937 pour une utilisation par l'Aviazione Legionaria afin de combattre aux côtés des forces nationalistes du général Francisco Franco durant la Guerre d'Espagne. Ils ont participé à des raids de bombardement sur Teruel et à la Bataille de l'Èbre, prouvant qu'ils étaient des bombardiers robustes et précis. Les Fiat BR.20 étaient assez rapides pour éviter l'interception des avions de chasse républicains, les russes Polikarpov I-16 et I-15. Les pertes ont été très faibles : 13 des 16 Fiat BR.20 envoyés en Espagne ont survécu à la guerre et ont été remis à l'État espagnol pour servir dans son armée de l’air (Ejército del Aire - EdA).
- Japon

En juillet 1937, lorsque le Japon est entré en guerre contre la Chine (deuxième guerre sino-japonaise), l'armée de l'air japonaise, qui se trouvait à court de bombardiers modernes à longue portée en attendant la livraison des futurs Mitsubishi Ki-21 « Sally », a exigé l'achat du meilleur bombardier étranger pour contrer les redoutables chasseurs russes Polikarpov I-16 en service dans l'aviation chinoise. L'Italie était prête à donner une priorité à la demande japonaise et a offert le Caproni Ca.135 et le Fiat BR.20. Le Caproni ne répondait pas vraiment aux exigences japonaises mais le Fiat BR.20 répondait exactement à la spécification. Une première commande de 72 appareils fut passée à la fin de 1937, suivie d'une commande pour dix autres avions. Le montant annoncé par l'armée japonaise était de 230 millions de lires de l'époque, soit l'équivalent de 200 millions d'euros (2012). Ce fut le plus gros contrat signé à l'export par un constructeur italien.
Les livraisons ont débuté en février 1938. Les Fiat BR.20  remplaçaient les anciens et obsolètes Mitsubishi Ki-1. Les deux groupes de bombardiers (12e et 98e Sentai) ont été largement déployés pour des missions de bombardement sur les villes chinoises et les centres d'approvisionnement durant l'hiver 1938-1939. Les Fiat BR.20 japonais volaient sans couverture de chasse. Ils furent aussi utilisés dans le conflit avec la Russie durant la guerre non déclarée.
Aucun des Fiat BR.20 en dotation dans l'aviation japonaise n'a été abattu. Un appareil fut saisi par l'armée chinoise et fut utilisé dès 1939.
Quand le conflit avec la Chine a pris fin, en septembre 1939, les Fiat BR.20 ont été progressivement remplacés par le Mitsubishi Ki-21. Le bombardier Fiat BR.20 s'est vu attribuer par les Alliés le nom de code « Ruth ».

### Seconde Guerre mondiale

#### Front européen
- France

Les avions des 7e, 13e & 43e Stormo (formation) ont combattu durant la brève campagne contre la France. Dans la nuit du 12 juin 1940, huit appareils du 13e Stormo ont bombardé le port de Toulon. Le lendemain, dix Fiat BR.20 ont largué des bombes sur les aérodromes de Hyères et de Fayence. Lors de cette intervention, deux avions commandés par Catalano et Sammartano ont été abattus et un a été endommagé. Le même jour, 28 Fiat BR.20 des 43e & 7e Stormo ont bombardé Toulon à nouveau, sans subir aucune perte. Le 15 juin, un Fiat BR.20M (MM. 21837) de reconnaissance de la 172e Squadriglia Ricognizione Strategica Terrestre a été abattu en Provence par un chasseur français Dewoitine D.520. Les défenses aériennes françaises dans le sud n'ayant pas été complètement neutralisées par les Allemands, de furtifs raids aériens ont continué jusqu'à la capitulation française. De nombreux Fiat BR.20 ont également été utilisés pour le bombardement des avant-postes de résistance à Briançon, les forteresses des Alpes Traversette et Cap-San-Martin. À la fin de la campagne française, l'aviation fasciste dénombrait cinq Fiat BR.20 perdus.
- Bataille d'Angleterre

Le Corpo Aereo Italiano fut constitué le 10 septembre 1940, composé des 13e et 43e Stormo dotés de 80 bombardiers Fiat BR.20M neufs, pour prendre part à la Bataille d'Angleterre en soutien à la Luftwaffe en grande difficulté. La première mission eut lieu le 24 octobre pour bombarder Harwich avec huit appareils italiens et autant d'allemands. Le 29 octobre, 15 bombardiers Fiat BR.20 du 43e Stormo bombardèrent Ramsgate, en mission de jour, sans subir la moindre perte. Durant la seconde offensive du 11 novembre sur Harwich, une formation composée de dix Fiat BR.20 du 43e Stormo escortée par d'anciens chasseurs Fiat CR.42 et non pas, comme prévu, par les modernes Fiat G.50 qui furent appelés par la Luftwaffe en appui sur une autre mission, fut sévèrement interceptée par les chasseurs Hawker Hurricane de la RAF. Trois bombardiers furent abattus et trois autres subirent quelques dégâts. Les Fiat BR.20 continuèrent leurs missions de bombardement sur Ipswich et Harwich durant les nuits des 5, 17, 20 et 29 novembre, à trois reprises en décembre et deux au début du mois de janvier 1941, sans subir aucune perte ni avarie. Le 10 janvier 1941, sa mission terminée, le 43e Stormo rentra en Italie. À la fin du mois ce fut aussi le cas de tous les bombardiers Fiat du 13e Stormo. Au cours des douze jours d'utilisation offensive intense des bombardiers Fiat BR.20, on compte 315 heures de vol et 54 320 kg de bombes larguées. Les pertes s'élevèrent à trois appareils tombés sous le feu ennemi.
- Russie

Plusieurs bombardiers Fiat BR.20 ont été envoyés sur le front russe en août 1942 pour effectuer des missions de reconnaissance et de bombardement en appui au CSIR (Corps expéditionnaire italien en Russie). Le 3 août 1941, deux Fiat BR-20 sont arrivés en Ukraine et ont été assignés à la 38e Squadriglia osservazione aerea (escadrille de reconnaissance). Leur baptême du feu eut lieu trois jours plus tard avec le bombardement des troupes ennemies au Werch Mamoré, le long de la rivière Don. D'autres Fiat BR.20 sont arrivés le 5 septembre. Quelques parachutages ont eu lieu durant la terrible retraite italienne de l’hiver 42 en soutien aux troupes totalement isolées, avec une faible efficacité (manque de parachutes, etc.).
Tous les Fiat BR.20 ont été retirés de front de l'Est en avril 1943.
- Autres fronts

Au cours de la Seconde Guerre mondiale, les bombardiers Fiat BR.20 ont été utilisés en Albanie et en Grèce.
En octobre 1940, lors de l'invasion de la Grèce, l'Italie a déployé de nombreux Fiat BR.20 à partir de bases aériennes en Italie et en Albanie. Ils ont été impliqués dans des combats lourds avec les Grecs et les Britanniques. Ils ont dû très souvent faire face à une farouche opposition de la RAF.
Ils ont aussi été largement utilisés en Yougoslavie contre les partisans de Josip Broz Tito. D'autres Fiat BR.20 ont été utilisés pour larguer de la nourriture et des documents à l'armée italienne lorsqu'elle fut prise au piège dans les Balkans, face à la résistance yougoslave.

#### Front d'Afrique et Méditerranée
- Campagne d'Afrique du Nord

Le 27 février 1941, quatorze bombardiers Fiat BR.20 Cicogna du 98e Gruppo, 43e Stormo, mis en service avec le Corpo Aereo Italiano en Belgique et dirigés par le commandant de Wittembeschi, quitte l'Italie à destination de la Tripolitaine, colonie en Libye, pour remplacer les anciens Savoia-Marchetti SM.81. Les Fiat BR.20 furent chargés de bombarder les forces britanniques, en particulier le principal port de Tobrouk. Les Fiat BR.20 n'ont jamais brillé lors des missions en Afrique du Nord à cause du sable du désert et du refroidissement par air pulsé des moteurs qui perturbait leur bon fonctionnement à basse altitude. Le 12 avril, il fut décidé de rappeler tous les appareils sur la base de Reggio d'Émilie. Au cours de cette courte campagne africaine, les pertes se sont élevées à deux appareils.
- Malte

Des bombardiers Fiat BR.20 ont aussi été utilisés dans la campagne de Malte en 1941, 1942 et 1943. Le 7 mai 1941, le 19e Gruppo du 43e Stormo a rejoint Gerbini en Sicile avec huit avions. Le 22 mai, les Fiat BR.20 ont commencé à mener des raids presque tous les soirs contre Malte, île britannique assiégée. Bien que les pertes aient été importantes (douze appareils), les bombardements avec les Fiat BR.20 ont continué à partir des bases de Sicile.
Après la première année de la guerre, les limites de cet appareil déjà ancien se sont révélées évidentes. Insuffisamment armé, il était vulnérable aux attaques ennemies. L'armée de l’air italienne le remplaça par les bombardiers CANT Z.1007 et Savoia-Marchetti SM.84.

### Armistice et fin de carrière
En 1943, quand l'Italie signa l'armistice, beaucoup de ces avions avaient déjà été relégués à des missions de formation, bien que 81 soient encore opérationnels et effectuent des missions, principalement dans les Balkans puis sur le front de l'Est.
Lors de l'armistice signé en septembre 1943 entre l'Italie et les Alliés, 67 bombardiers Fiat BR.20 étaient encore en service dans l'armée de l'air du Roi d'Italie dans des unités en première ligne. Le dernier Fiat BR.20 a été retiré du service le 7 juin 1946.
Aucun appareil n'a été conservé et n'est visible aujourd'hui. Seule une épave sous-marine en très bon état à 48 mètres sous la mer, est visible devant la côte ligure au droit de la commune de Santo Stefano al Mare. Cet appareil piloté par le lieutenant Simone Catalano fut abattu par un avion français le 13 juin 1940.

## Variantes
- Fiat BR 20

C'est la version de base. Ce bombardier avait des caractéristiques comparables au meilleur bombardier allemand, le Dornier Do 17. Malgré une puissance de 1000 cv, le BR.20 a conservé, dans le subconscient des pilotes italiens, l'idée d'un manque de rendement des moteurs, constaté lors des premiers engagements, et essentiellement dû à la mauvaise qualité du carburant disponible. La Regia Aeronautica lui préfèrera les trimoteurs CANT Z.1007, surnommé Alcione et Savoia-Marchetti SM.79.
Son armement comprenait :
- une tourelle arrière semi-rétractable Fiat MI, avec une mitrailleuse Breda-SAFAT de 12,7 mm ;
- une mitrailleuse centrale de 7,7 mm sous la cabine de pilotage ;
- une tourelle avant Breda R avec une mitrailleuse de 7,7 mm. Cette tourelle sera remplacée sur la version BR.20M par une tourelle pivotante Fiat H.

Cette première version de série (BR.20) resta en production jusqu'à la fin de l'année 1939 et 233 exemplaires furent fabriqués.
- Fiat BR.20 bis

Le Fiat BR.20bis est une évolution du BR.20. Ce modèle sera produit à quinze exemplaires entre les mois de mars et juillet 1943. Ses différences principales résidaient dans son nez complètement vitré, de nouveaux empennages de queue en pointe, une roue arrière rétractable, un armement défensif plus important et de nouveaux moteurs.
- Fiat BR 20A

La version BR.20A correspond à deux avions civils, construits en 1937, spécialement pour participer à la course aérienne Istres-Damas-Paris. L'avion reçut un équipement civil et était caractérisé par son nez arrondi et une autonomie plus importante. Les deux modèles se classeront 6e et 7e. La victoire fut remportée par un Savoia-Marchetti SM.79.
- Fiat BR 20C

La version BR.20C correspond à un prototype réalisé par la société Agusta, équipé d'un canon de 37 mm à l'avant et de deux mitrailleuses de chaque côté du canon.
- Fiat BR 20L

La version BR.20L Santo Francesco est une variante civile réalisée en un seul exemplaire en 1939. Elle se caractérisait par une aérodynamique plus élaborée avec un nez allongé et des réservoirs auxiliaires d'une capacité plus importante. L'avion fut utilisé par le grand aviateur italien Maner Lualdi pour un vol sans escale Rome–Addis-Abeba, le 6 mars 1939. Les 4 500 km du vol ont été parcourus à la moyenne de 404 km/h.
- Fiat BR 20M

La version BR.20M est la seule variante de série réalisée à partir du BR.20 original. La production débuta en janvier 1940. Son nez était allongé de quelques dizaines de centimètres, il avait un vitrage de cabine différent et une nouvelle tourelle Fiat H. 264 exemplaires seront fabriqués jusqu'au printemps 1942, date de l'arrêt de sa production.
Au total, ce sont au moins 615 exemplaires du Fiat BR.20 qui ont été produits en quatre ans. Des archives mentionnent que 82 exemplaires ont été vendus au Japon en 1937 mais, comme le groupe Fiat l'a toujours fait, il n'a jamais diffusé d'informations sur la quantité et la nature des matériels de guerre vendus aux armées étrangères.

## Utilisateurs
Chine
- Un appareil Fiat BR.20 capturé et mis en service dans la Force aérienne de la République de Chine en fin d'année 1939[5].

 Croatie
- Zrakoplovstvo Nezavisne Države Hrvatske - trois appareils livrés à la Kroatishe Luftwaffen Legion en janvier 1944,

 Japon
- Dai-Nippon Teikoku Rikugun Kōkū Hombu - 87 appareils déclarés livrés et immatriculés par l'armée japonaise,

 Royaume d'Italie
- Regia Aeronautica
  - 13e Stormo - Bombardements Terrestres
  - 43e Stormo - Bombardements Terrestres
  - Corpo Aereo Italiano

 Italie
- Aeronautica Nazionale Repubblicana

 Espagne
- Aviación Nacional

 Espagne
- Ejército del Aire - 9 (ou 13 ?) appareils donnés à l'aviation espagnole après la guerre civile,

 Hongrie
- Magyar Királyi Honvéd Légierő - 2 appareils livrés,

 Venezuela
- Fuerza Aérea Venezolana - 1 appareil livré.